# Cesare Sterbini
Cesare Sterbini (Roma, 1784 - Roma, 19 de gener de 1831) va ser un escriptor i llibretista italià.
Posseir un coneixement profund de la cultura clàssica i contemporània, la filosofia, la lingüística, escrivia fluid en grec, llatí, italià, francès i alemany. És sobretot conegut com el llibretista de dues òperes de Gioachino Rossini: Torvaldo e Dorliska (1815) i El barber de Sevilla (1816). També va escriure el llibret de l'òpera Il Contraccambio de Giacomo Cordella el 1819, i l'òpera Isaura e Ricciardo de Francesco Basili el 1820.